# Аме
Аме́ (фр. Amay, валлон. Ama) — коммуна в Валлонии, расположенная в провинции Льеж, округ Юи на берегу реки Маас. Принадлежит Французскому языковому сообществу Бельгии.

## История
Между I и IV веками нашей эры на дороге, соединявшей Тонгерен и Арлон, римлянами был основан vicus, на месте которого позже были построены укрепления для защиты переправы через Маас. Впервые поселение Аме упоминается в 636 году во время правления Дагоберта I. Приблизительно тогда же был построен первый церковный приход. В X веке территория графства Юи была передана Льежскому епископству Оттоном II Рыжим. К 1310 году власть сеньоров Аме распространялась также и на соседние поселения — Физ-Фонтен, Ампсен и Боденье.
В XVII—XVIII веках коммуна часто находилась на пути различных воюющих между собой армий. Во время Войны Аугсбургской лиги город был разорён французскими войсками. Во время Войны за австрийское наследство населения терпело сильные убытки из-за того, что власти эксплуатировали местные месторождения квасцов. В XIX веке здесь начали уголь, известняк и песчаник, а также были построены заводы по производству черепицы и кирпичей. С 1846 по 1960 годы население увеличилось на 208 %, 85 % трудоспособного населения работало в сфере добычи и переработки полезных ископаемых. В 70-х годах был открыт завод по производству металла.

## Достопримечательности
- Жеэ — старинный замок на воде.

## Демография
На первое августа 2015 года население Аме составляет 14,130 человек, из которых 6,903 (48,9 %) — мужчины и 7,227 (51,1 %) — женщины.
График показывает население коммуны на 1 января каждого года

## Спорт
В городе базируются одноименные футбольный и гандбольный клубы.

## Известные уроженцы и жители
- Рене де Слюз (1622—1685) — бельгийский математик.
- Зеноб Теофил Грамм (1826—1901) — бельгийский инженер и изобретатель.

## Достопримечательности

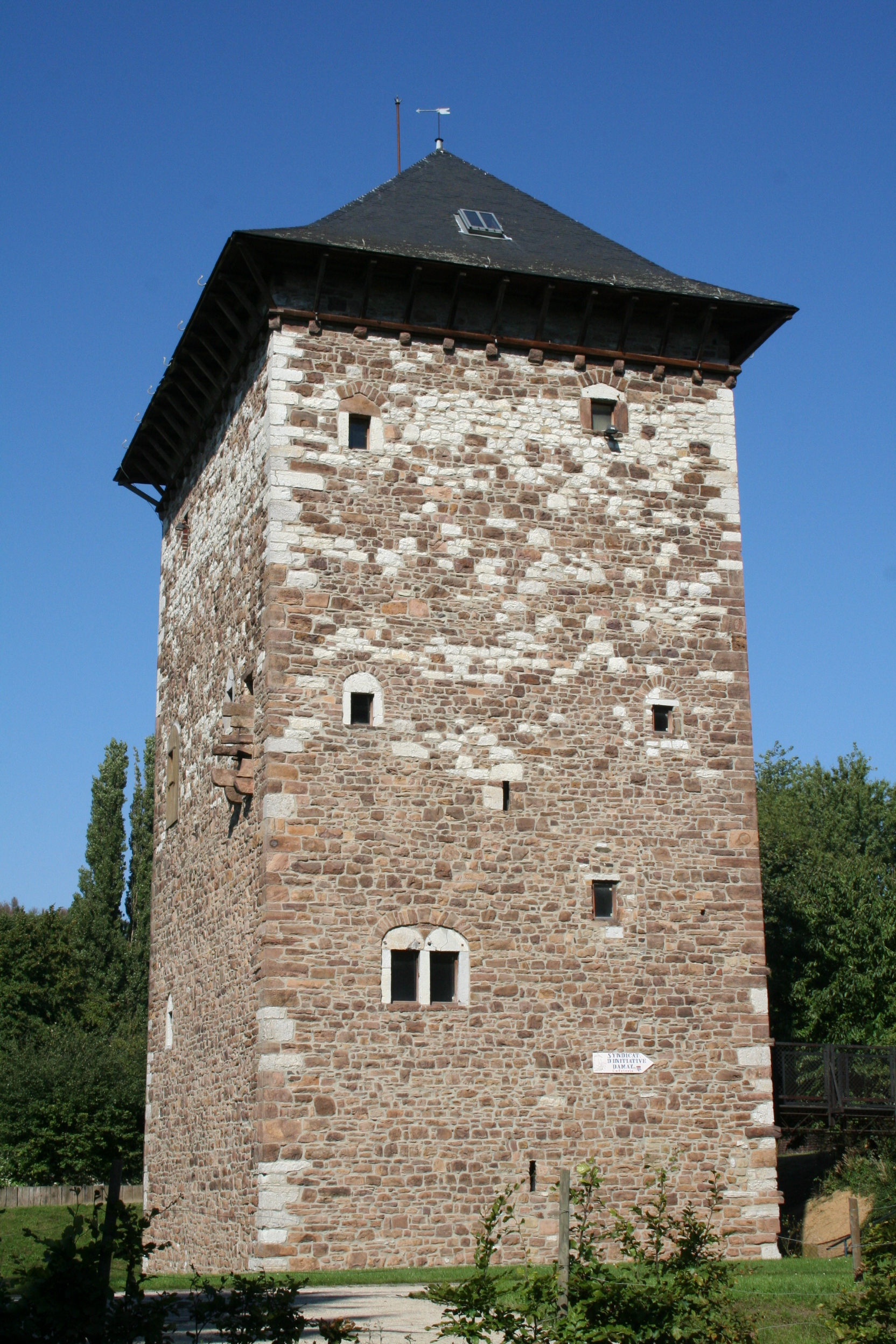
Донжон XII века
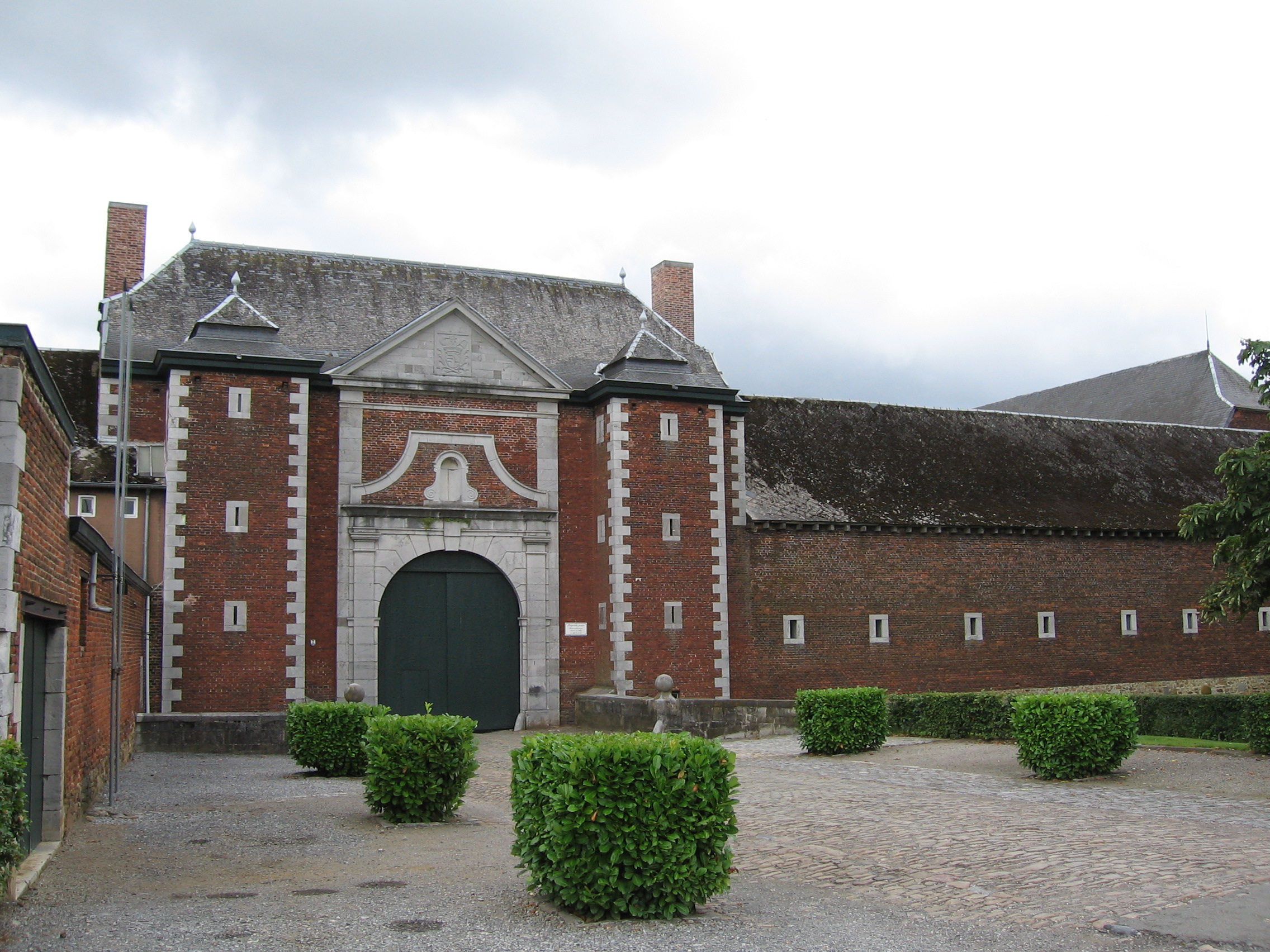
Аббатство Аме
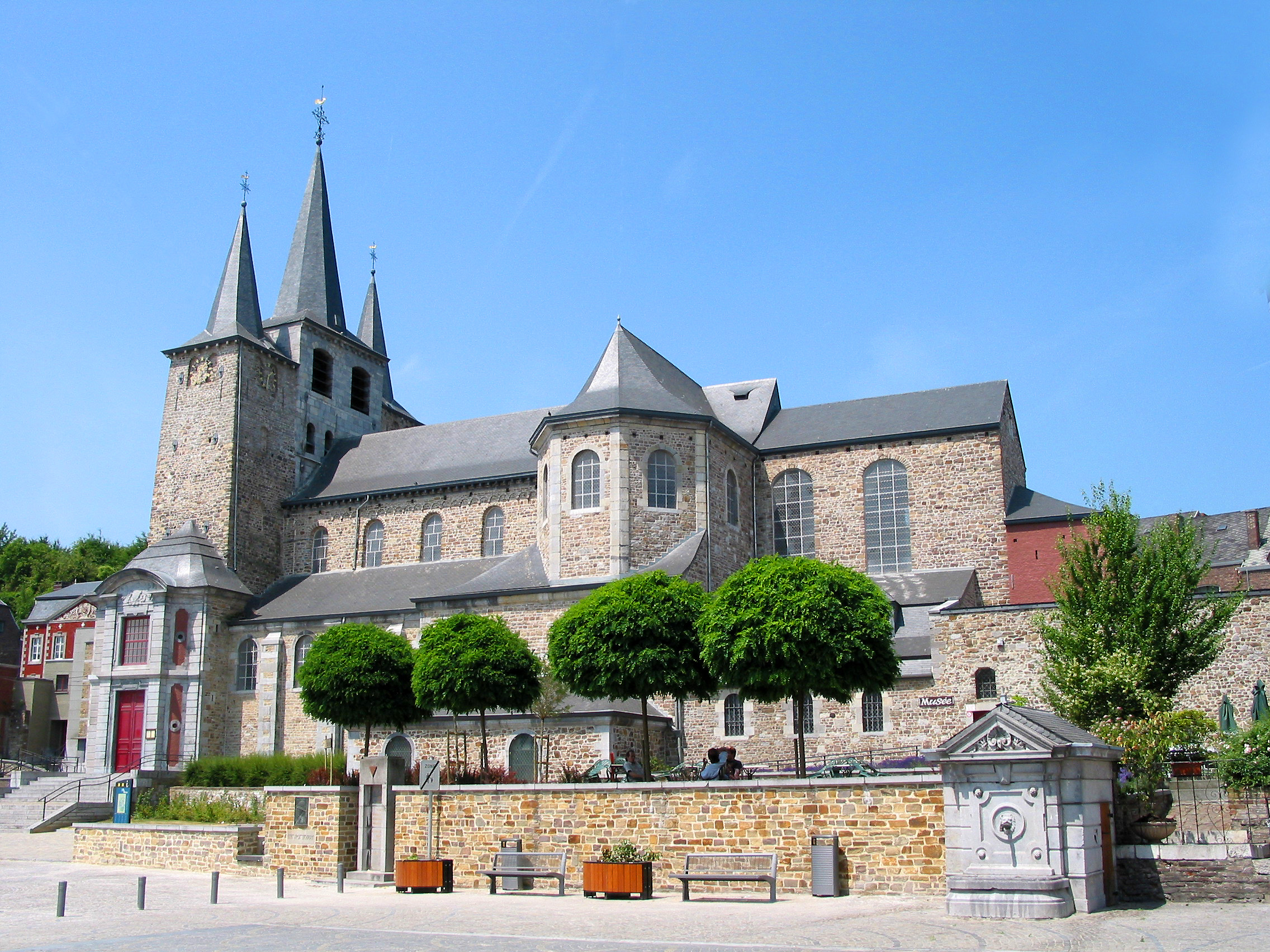
Церковь Святого Георгия и Святой Оды